# 菊地恒三郎
菊地 恒三郎（きくち つねさぶろう、1924年（大正13年）8月22日 - 2012年（平成24年）12月27日）は、日本の政治家。栃木県真岡市長（5期）。

## 来歴
栃木県出身。1941年、栃木県立真岡農業学校（現・栃木県立真岡北陵高等学校）卒。教員を務めた後、1967年、真岡市から公民館長に迎えられた。その後、社会教育課長、市民会館館長、収入役を経て、1981年、真岡市長に当選した。市長を5期20年務め、2001年に退任した。退任の翌年、在宅介護センターの業務委託に関し、業者から現金を収賄の容疑で逮捕された。7月に宇都宮地裁で懲役2年、執行猶予4年、追徴金100万円の有罪判決を受けた。2012年に死去した。

## 市政の業績

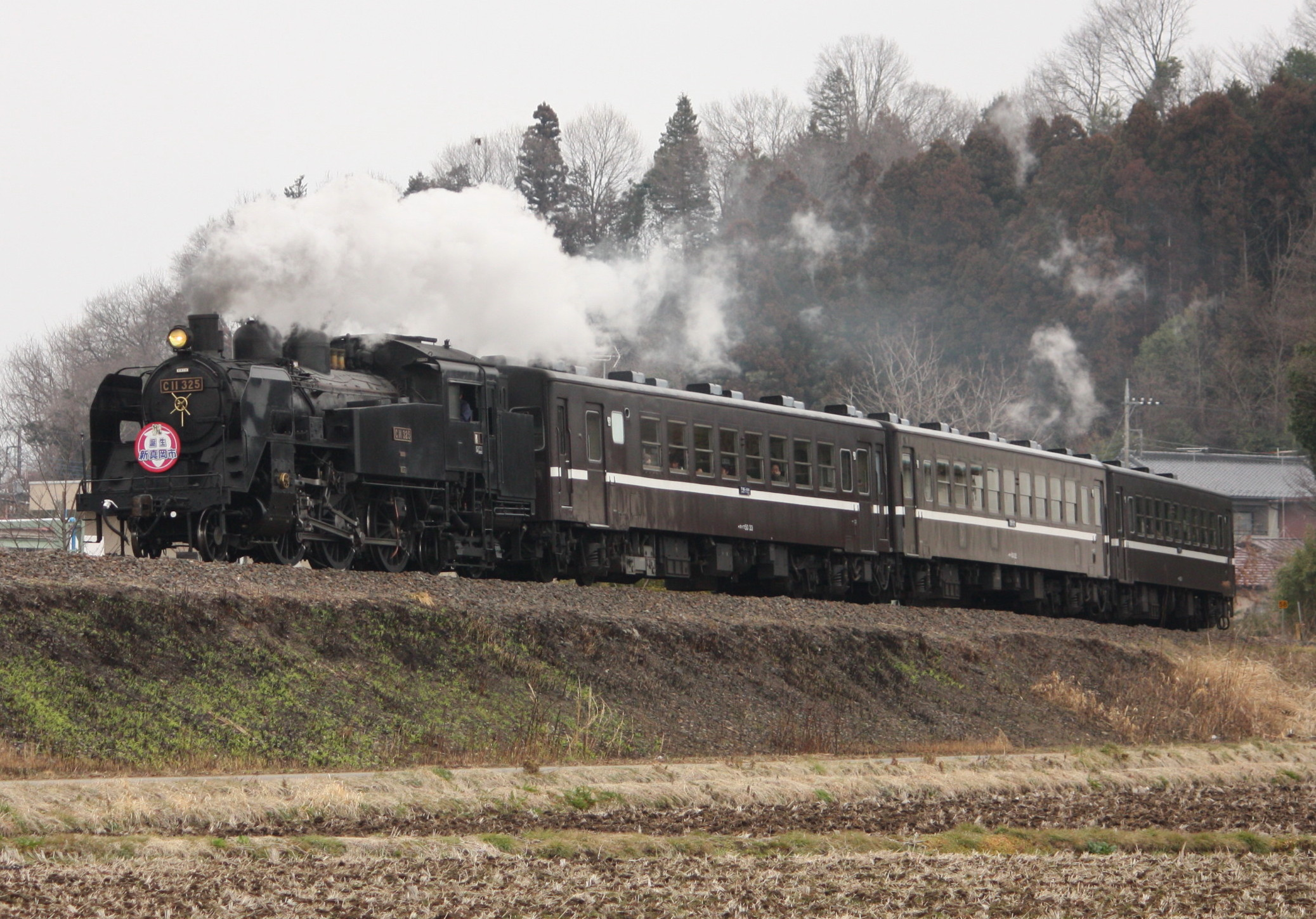
C11 325が牽引するSLもおか

第2次廃止対象特定地方交通線となり、廃止の危機にあった国鉄真岡線を県や沿線市町などと協力して第三セクターの真岡鐵道真岡線に転換した。鉄道の存続と観光振興を兼ね、真岡線での蒸気機関車（SL）の運行復活を推進し、自らの「特命指示」で運行可能なSL探しを行わせた。そのうちの1つであるC11 325は新潟県の水原町立水原中学校（現・阿賀野市立水原中学校）で静態保存されていたもので、真岡へ移送する際に現地の子供たちが寂しそうな表情を見せたため、真岡でのお披露目式に水原の子供たちを招待し、来賓席の最前列を用意したというエピソードがある。（⇒「SLもおか」も参照。）
アメリカのグレンドーラと姉妹都市を締結し、英語教育充実のため、当時まだ珍しかった外国語指導助手（ALT）を中学校に派遣したり、真岡東中学校とグランドーラのガダード・ミドル・スクール（Goddard Middle School）との間で姉妹校提携をしたりした。ほかにも真岡西中学校と雲林県私立正心高級中学（台湾）などが姉妹校となった。
真岡市スケートセンター（2007年閉鎖）、真岡市自然教育センター、真岡市科学教育センター、真岡井頭温泉（いちごの湯）の建設を推進した。また、真岡第3工業団地・第4工業団地の整備や、北関東自動車道の真岡 - 宇都宮ルートへの決定、五行川の改修、鬼怒川河川敷へのゴルフ場（もおか鬼怒公園ゴルフ倶楽部）建設にも尽力した。実現はしなかったが、北関東自動車道に真岡サービスエリアを整備し、地元産品に加え太平洋と日本海の海産物を集め、関東地方一帯から観光客を呼び込もうという構想を持っていた。